# José Pereira Guimarães (médico)
José Pereira Guimarães (Rio de Janeiro, 1 de outubro de 1843 – Rio de Janeiro, 21 de março de 1915) foi um médico brasileiro.
Doutorado pela Faculdade de Medicina do Rio de Janeiro em 1864, defendendo a tese “Qual a Natureza dos Tratamentos das Urinas Leitosas, ou Quilúria e a Razão de sua Frequência nos Países Tropicais. Hipoemia intertropical. Cancro Venéreo. Do Exercício da Medicina e da Farmácia Quanto à Responsabilidade dos Profissionais”. Foi eleito membro da Academia Nacional de Medicina em 1866, com o número acadêmico 105, na presidência de José Pereira Rego.